# Kiester, Minnesota
Kiester là một thành phố thuộc quận Faribault, tiểu bang Minnesota, Hoa Kỳ. Năm 2010, dân số của thành phố này là 501 người.

## Dân số
- Dân số năm 2000: 540 người.
- Dân số năm 2010: 501 người.